# گروه ورلدپی
گروه ورلدپی (انگلیسی: Worldpay Group) شرکت فناوری اطلاعات بریتانیایی است، که در سال ۱۹۸۹ تأسیس شد.